# Gläserrücken
Unter Gläserrücken, auch Gläseln oder Tischerlrücken (in Österreich) genannt, versteht man eine spiritistische Methode, mit der versucht wird, mittels eines umgedrehten Trinkglases und eines Buchstabenkreises Kontakt zu den Seelen Verstorbener aufzunehmen. Das Prinzip ist dabei das gleiche wie beim Ouija.

## Mögliche Versuchsanordnung
Die Teilnehmer sitzen im Kreis um einen Tisch, in dessen Mitte sich das Glas mit dem es umgebenden Buchstabenkreis befindet. Jeder legt einen Finger auf das Glas. Danach werden Fragen gestellt. Die Antworten werden dann aus den Buchstaben zusammengesetzt, zu denen das Glas der Reihe nach hinwandert.

## Versuch einer Erklärung des Phänomens
Es ist eine bekannte Tatsache, dass Emotionen Muskelkontraktionen auslösen (So zittert man vor Angst, nach einem Beinahe-Unfall schlottern einem die Knie). So werden etwa auch beim Lügendetektor neben anderen Parametern die Mikrokontraktionen der Gesichtsmuskeln bei bestimmten Fragen gemessen. Treten bei bestimmten Fragen außergewöhnliche Reaktionen auf, dann kann man die Antwort und die unbewusste Reaktion der Muskeln miteinander vergleichen und auf mögliche Diskrepanzen zwischen beiden schließen. Dieser Zusammenhang zwischen emotionalem Erleben und Muskeltätigkeit besteht immer.

Allerdings äußert sich die Gefühlswelt des Einzelnen in der Regel nur mit kaum sichtbaren Muskelkontraktionen. Wenn man jetzt eine Gruppe von Individuen in eine Situation bringt, in der diese alle das Gleiche erwarten, werden bei allen gleiche Muskelkontraktionen auftreten. Durch die Addition der kleinen Bewegungen wird dann eine sichtbare Bewegung ausgelöst. In der „Versuchsanordnung“ des Gläselns passiert genau dieses.